# Convención de Pekín
La Convención o Primera Convención de Pekín, a veces, es un acuerdo que comprende tres tratados distintos celebrados entre la dinastía Qing de China, el Reino Unido de Gran Bretaña e Irlanda, el Segundo Imperio Francés y el Imperio Ruso en 1860. En China, es considerado como uno de los tratados más desiguales. El Ministerio de Relaciones Exteriores de la República de China conserva la copia original de la Convención en el Museo Nacional del Palacio en Taiwán.

## Contexto
El 18 de octubre de 1860, con la culminación de la segunda guerra del Opio, las tropas británicas y francesas entraron en la Ciudad Prohibida de Pekín. Tras la decisiva derrota de los chinos, el Príncipe Gong se vio obligado a firmar dos tratados en nombre del gobierno de Qing con Lord James Bruce, 8.º Conde de Elgin y el Barón Jean-Baptiste Louis Gros, quienes representaron a Gran Bretaña y Francia respectivamente. Aunque Rusia no había sido beligerante, el Príncipe Gong también firmó un tratado con Nikolái Ignátiev.
El plan original era quemar la Ciudad Prohibida como castigo por el maltrato a los prisioneros anglo-franceses por parte de los oficiales de Qing. Debido a que al hacerlo pondría en peligro la firma del tratado, el plan cambió a quemar el Antiguo Palacio de Verano y el Palacio de Verano en su lugar. Los tratados con Francia y Gran Bretaña se firmaron en el edificio del Ministerio de Ritos al sur de la Ciudad Prohibida el 24 de octubre de 1860.

## Términos

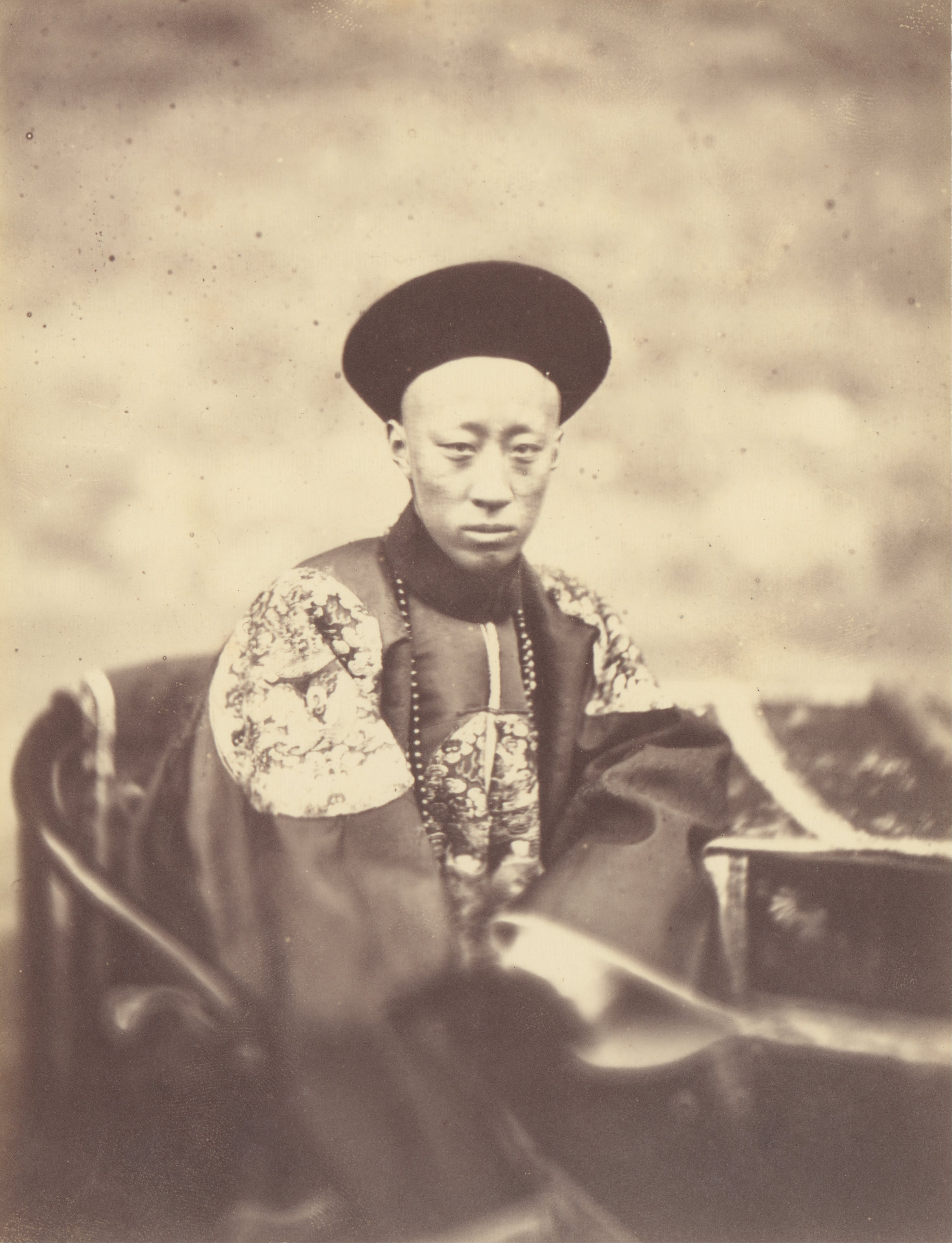
Príncipe Gong, fotografiado por Felice Beato, 2 de noviembre de 1860, unos días después de que firmara el tratado el 24 de octubre de 1860.

En la Convención, el Emperador Xianfeng ratificó el Tratado de Tientsin (1858). 
El área conocida como Kowloon fue arrendada originalmente en marzo de 1860. La Convención de Pekín finalizó el contrato de arrendamiento y cedió la tierra formalmente a los británicos el 24 de octubre de 1860.
El artículo 6 de la Convención entre China y el Reino Unido estipulaba que China iba a ceder la parte de la península de Kowloon al sur de la actual Boundary Street, Kowloon y Hong Kong (incluida la Isla Stonecutters) a perpetuidad a Gran Bretaña.
El artículo 6 de la Convención entre China y Francia estipulaba que "los establecimientos religiosos y de beneficencia que fueron confiscados a los cristianos durante las persecuciones de las que fueron víctimas serían devueltos a sus propietarios a través del Ministro francés en China".
El tratado también cedió partes de Manchuria Exterior al Imperio ruso. Le otorgó a Rusia el derecho al krai de Ussuriysk, una parte del moderno Krai de Primorie, el territorio que correspondía con la antigua provincia Manchú en Tartaria (ver Tratado de Aigún (1858), Tratado de Nérchinsk (1689) y los conflictos fronterizos sino-rusos). En China, el tratado está etiquetado como un tratado desigual.

## Consecuencias
Los gobiernos del Reino Unido y la República Popular de China (PRC) concluyeron la Declaración Conjunta Sino-Británica sobre la cuestión de Hong Kong en 1984, según la cual la soberanía de los territorios arrendados, junto con la Isla de Hong Kong, fue cedida en virtud del Tratado de Nanjing (1842), y la península de Kowloon (al sur de Boundary Street), se transfirió a la República Popular China el 1 de julio de 1997.
Sin embargo, las partes de Manchuria Exterior cedidas a Rusia nunca fueron devueltas y permanecen como parte de Rusia hoy.